# How to Clean Everything
How to Clean Everything is het debuutalbum van de Canadese punkband Propagandhi. Het werd oorspronkelijk uitgegeven door Fat Wreck Chords op 31 mei 1993 en werd door hetzelfde label heruitgegeven op 20 augustus 2013 met enkele bonustracks, waaronder de nummers "Pigs Will Pay", "Homophobes Are Just Mad Cause They Can't Get Laid" en "Leg-Hold Trap".

## Nummers
1. "Anti-Manifesto" - 3:36
2. "Head? Chest? Or Foot?" - 2:04
3. "Hate, Myth, Muscle, Etiquette" - 2:43
4. "Showdown (G.E./P.)" - 3:47
5. "Ska Sucks" - 1:50
6. "Middle Finger Response" - 2:23
7. "Stick the Fucking Flag Up Your Goddam Ass, You Sonofabitch" - 2:51
8. "Haillie Sellasse, Up Your Ass" - 4:11
9. "Fuck Machine" - 3:06
10. "This Might Be Satire" - 1:34
11. "Who Will Help Me Bake This Bread?" - 2:41
12. "I Want You to Want Me" (cover van Cheap Trick) - 2:47

## Band
- Chris Hannah - gitaar, zang
- Jord Samolesky - drums, achtergrondzang
- John K. Samson - basgitaar, zang